# Sarotorna eridora
Sarotorna eridora är en fjärilsart som beskrevs av Edward Meyrick 1904. Sarotorna eridora ingår i släktet Sarotorna och familjen stävmalar. Inga underarter finns listade i Catalogue of Life.